# Ojo de Agua de Medina
Ojo de Agua de Medina är en ort i Mexiko.   Den ligger i kommunen Guanajuato och delstaten Guanajuato, i den centrala delen av landet, 290 km nordväst om huvudstaden Mexico City. Ojo de Agua de Medina ligger 2 608 meter över havet och antalet invånare är 127.
Terrängen runt Ojo de Agua de Medina är lite kuperad. Runt Ojo de Agua de Medina är det ganska tätbefolkat, med 160 invånare per kvadratkilometer. Närmaste större samhälle är Guanajuato, 13,0 km söder om Ojo de Agua de Medina. Trakten runt Ojo de Agua de Medina består i huvudsak av gräsmarker.